# بريسيلا بومان
بريسيلا بومان (بالإنجليزية: Priscilla Bowman)‏ هي عازفة الجاز أمريكية، ولدت في 10 مايو 1928 في كانساس سيتي في الولايات المتحدة، وتوفي بنفس المكان في 24 يوليو 1988 بسبب سرطان الرئة.